# Брюхем
Брюхем (нід. Bruchem) — село в нідерландській провінції Гелдерланд. Входить до муніципалітету Залтбоммел.
Його площа становить 16,23км², а населення станом на 2021 рік складало 2 090 осіб.
Перша згадка про населений пункт датується початком 13-го сторіччя.
Раніше мало статус окремого муніципалітету.

## Галерея

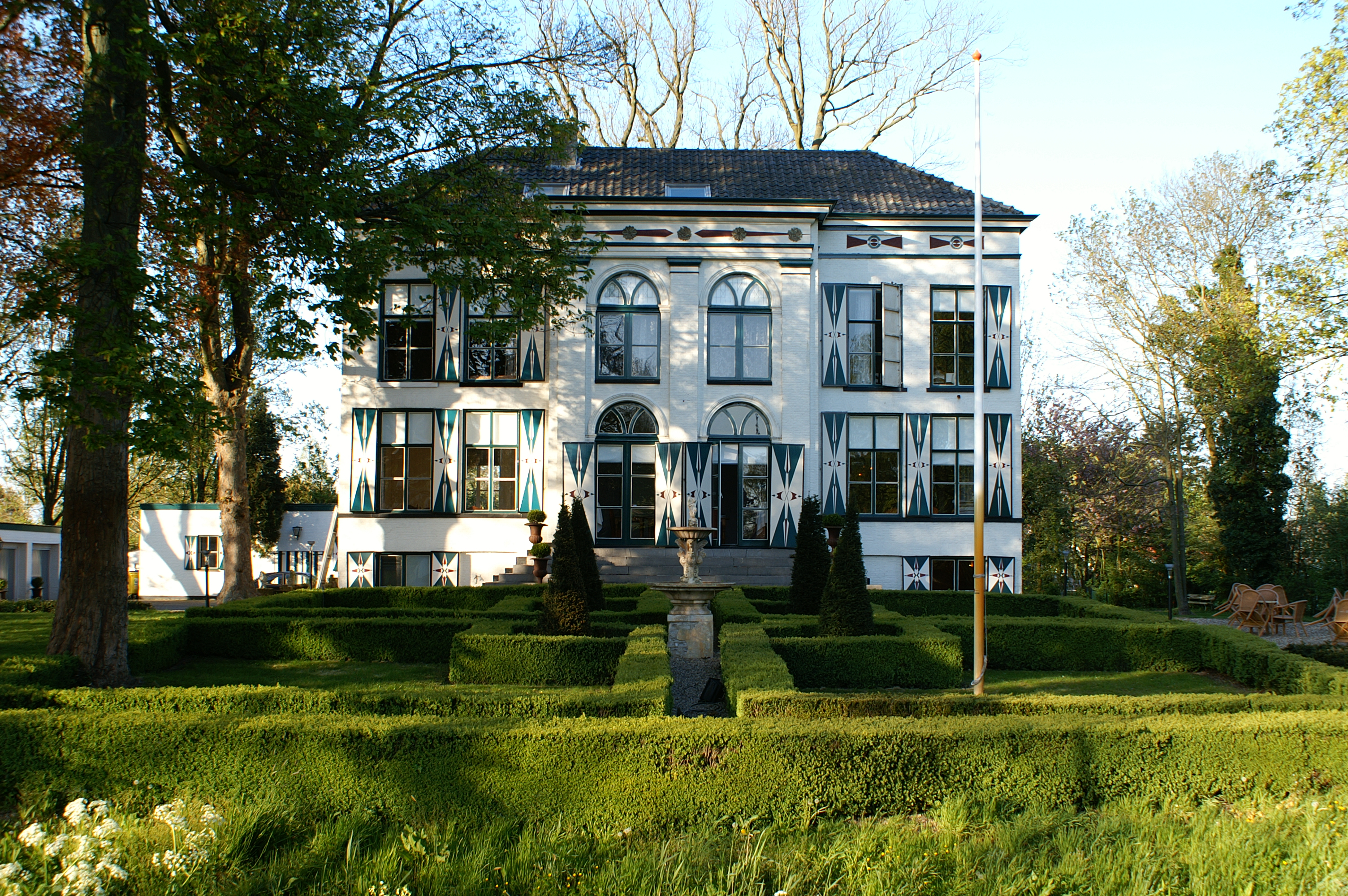
Вілла Грунговен